# Stephen Walt

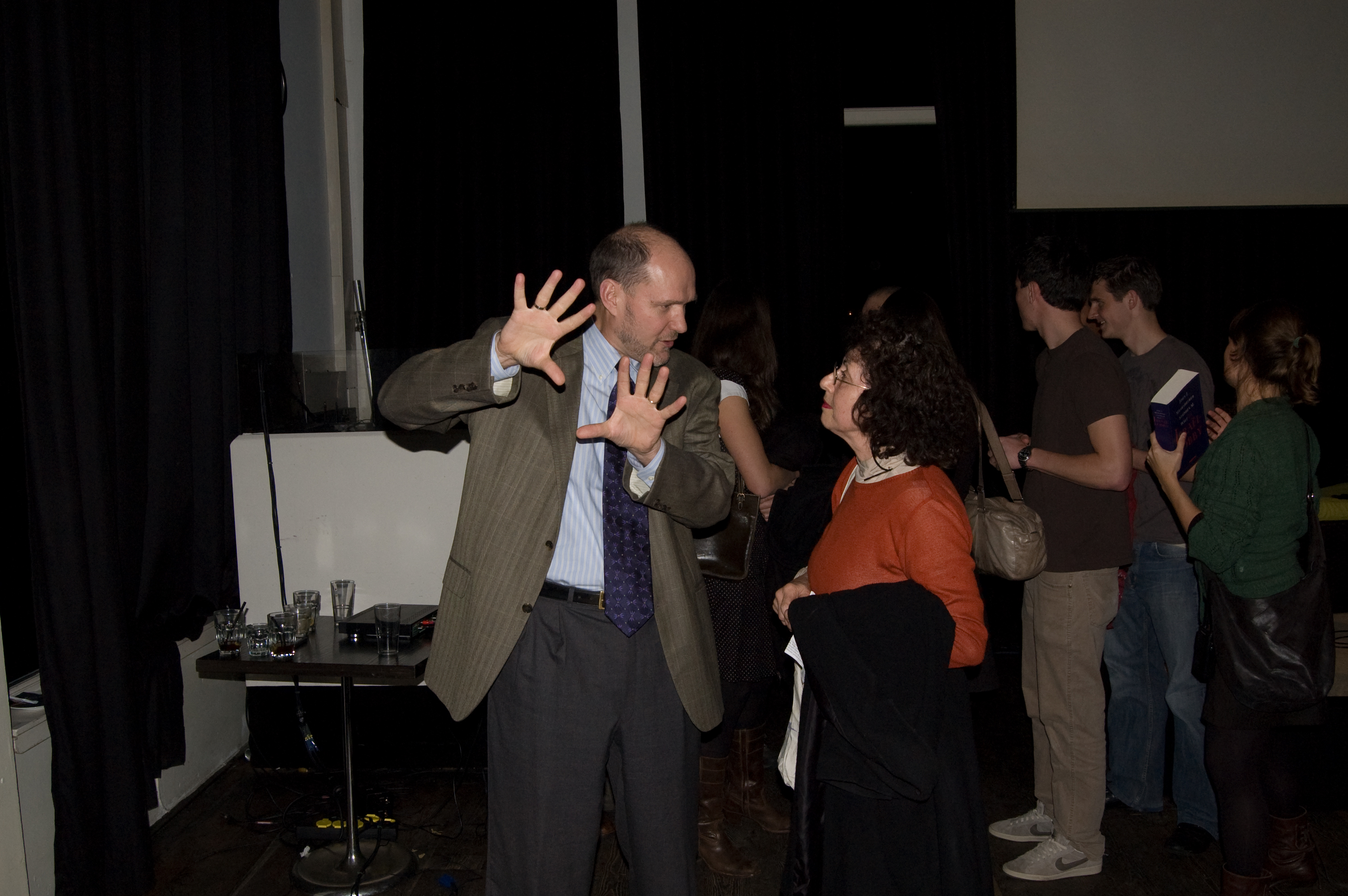
Stephen Walt

Stephen Martin Walt (2 juli 1955) is een Amerikaans professor aan de Kennedy School of Government van de Harvard-universiteit. Hij doceert over en doet onderzoek naar internationale betrekkingen.  Hij voltooide zijn doctoraalstudie in 1983 aan de Universiteit van Californië, Berkeley in de Verenigde Staten. Hij is vooral bekend geworden door zijn bedreigingsbalanstheorie (balance of threat theory).
In 2006 heeft hij ook samen met John Mearsheimer een ophefmakend artikel geschreven, The Israel Lobby and U.S. Foreign Policy genaamd. Dit is een verzamelwerk dat stelt dat het Amerikaanse buitenlandse beleid in sterke mate wordt beïnvloed door een verzameling van diverse joodse en evangelische lobbygroepen.